# Lessebo handpappersbruk

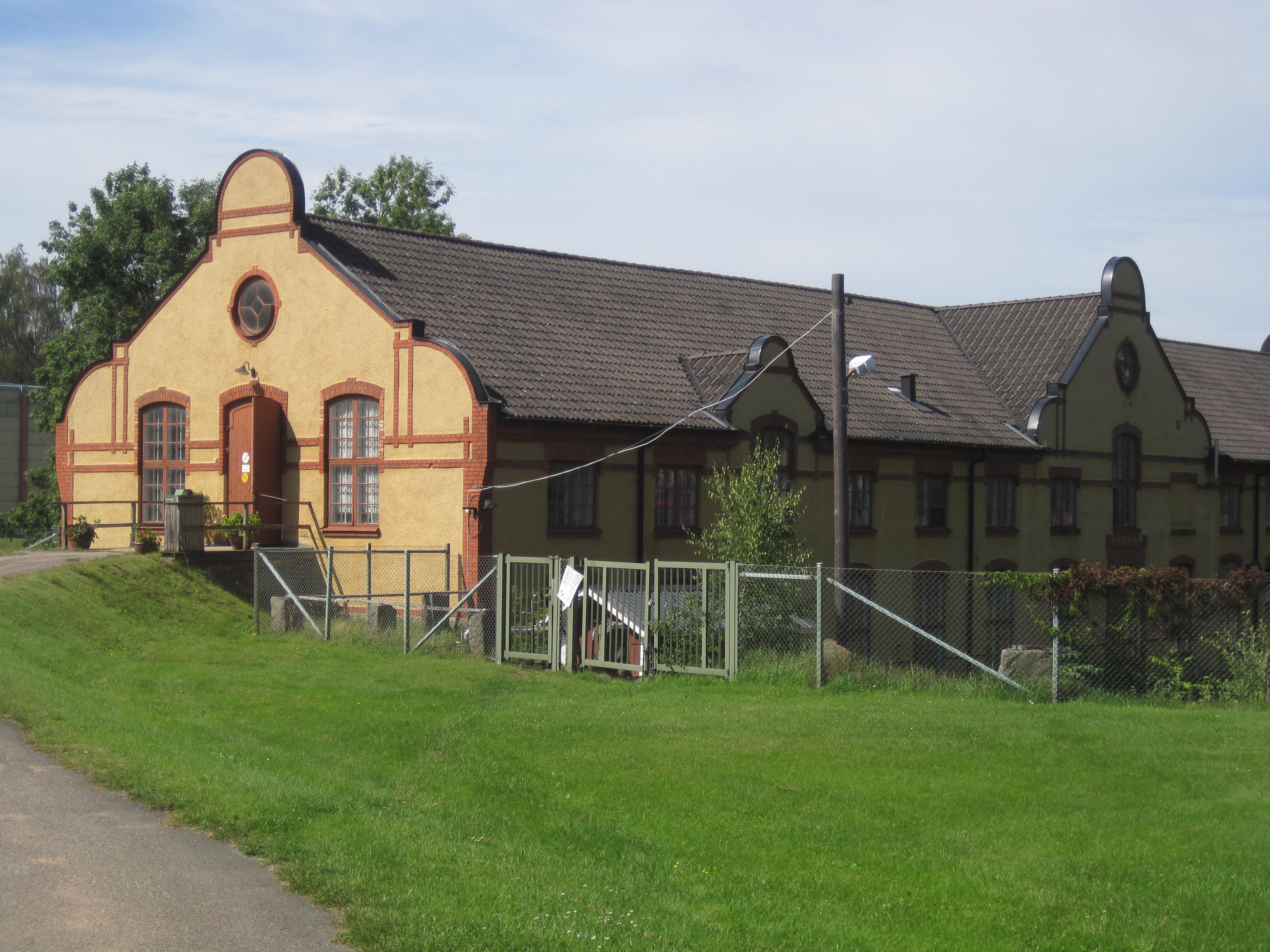
Butiks- och utställningsbyggnaden vid Lessebo handpappersbruk.

Lessebo handpappersbruk i Hovmantorps socken i Lessebo kommun är en papperstillverkare som producerar papper på traditionellt vis med holländare, kyp och formeringsramar. Det är ett av mycket få kvarvarande kommersiellt drivna handpappersbruk i Europa. Bland produkterna hittar man akvarell- och skrivpapper med mera.
Lessebo pappersbruk grundades 1693. Fram till 1836, med införandet av en pappersmaskin, skedde all tillverkning för hand. På Lessebo fanns från denna tidpunkt både en pappersfabrik och ett handpappersbruk.
Bruket som sedan sin tillkomst drivits av flera brukspatroner bildade år 1856 släktbolaget Lessebo Bolag vilket ombildades 1895 till aktiebolag. År 1925 inleddes ett samgående med Aktiebolaget Klippans Finpappersbruk. Året efter köptes samtliga aktier i Lessebo av Klippan, Klippankoncernen var bildad.
Mellan år 2019 och 2022 ägdes handpappersbruket av studieförbundet vuxenskolan Kronoberg. Ett separat aktiebolag etablerades för att kunna fortsätta produktionen av handgjort papper samt försäljningen. Förutom fortsatt försäljning av produkter erbjöd man även kulturarrangemang samt studiecirklar i de historiska lokalerna. Bolaget försattes 2022 i konkurs och därefter drivs verksamheten vidare av flera olika parter, men inte i egen bolagsform.
Den högsta kvaliteten, det handgjorda papperet, framställt av 100 % lump, är omnämnt av bland annat August Strindberg. Strindbergs älskade ”gul oskuren Lessebo Bikupan”, har även beskrivits av hans andra hustru, Frida Uhl, som det enda papper han kunde dikta och skriva på.
Lessebo handpappersbruk fick utmärkelsen Årets industriminne 2016.

## Bakgrund
Pappersbruket omnämns första gången 1692 när Konga häradsrätt beviljade märkning av ekar för avverkning till en papperskvarn. Skälet att anlägga ett pappersbruk var troligen närheten till den nyanlagda marinbasen i Karlskrona och Sveriges behov av en inhemsk tillverkning av karduspapper och under krigsåren även av patronpapper. De geografiska förutsättningarna var goda med närheten till sjöar, vattendrag och vattenfall. Vattenkraft behövdes för att driva maskiner liksom vatten för att processa lumpen till pappersmassa. 1693 stod ett oansenligt bruk klart och en papperstillverkning kunde börja.
År 1719 gavs Lessebo pappersbruk privilegium av Kommerskollegium att fortsätta driften. Det gav bruket både förmåner och villkor. Arbetsfolket befriades från skatter, inkallelse och alla extra krigshjälper som andra i Sverige tvingades till. De anställda kunde heller inte värvas till krigstjänst. Samtidigt förband sig pappersbrukets ägare att anställa, lära och undervisa ”svenska födda”.

## Tillverkningen
Vid grundandet år 1693 bedrevs tillverkningen på samma vis som när konsten att framställa papper vid 1500-talets början först blev känd i landet. Hela arbetsgången var hantverksmässig, något som bidrog till att slutprodukten blev dyr och papper exklusivt. Råmaterialet bestod av textilier, lump. Efter nödtorftig rengöring sorterades lumpen, sönderskars (ristades), och tvättades efter att först ha uppluckrats genom rötning. Därefter separerades fibrerna i lumpen genom malning i stampverk. Efter 12 timmar uppsamlades massan, halvtyget, i en behållare, halvtygskassen. Efter en ny malning på 24 timmar hade massan fått tillräcklig finhet och samlades upp som heltyg. Sedan vidtog formningen när massan överförts till papperskaret, den så kallade kypen eller byttan som den benämndes i Lessebo. Massan blandades med vatten vilket värmdes genom en panna av koppar. Formaren doppade sedan en pappersform i massan och formen överlämnades till den andre arbetaren vid kypen, guskaren. Guskaren tryckte pappersarket på en filt. Stapeln av papper och filtar pressades i guskpressen. Efter formningen hängdes pappersarken, ett och ett, till torkning. Papperet kunde därefter användas till tryckpapper och omslagspapper. För att kunna nyttjas för skrivändamål måste arken doppas i animaliskt lim. För att få glans och jämnare yta fortsatte arbetet med bearbetning för att få fram en jämn och glansig yta med glättning, planering, antingen för hand genom gnidning med polerad glättsten eller genom hamring med en mekaniskt driven hammare.
Första gången en maskin togs i bruk i Lessebo var troligen år 1788 i samband med en nybyggnation av pappersverkstaden. Från denna tid finns nämligen en utgiftspost för 30 knivar till finvalsen. Säkert är att en maskin under benämningen holländare eller vals började användas år 1794. Holländare hade introducerats i Sverige under 1740-talet och skulle med tiden helt tränga ut stampverket. Med holländaren togs en ny metod för massaberedningen i bruk på Lessebo och förmågan att tillverka papper ökade avsevärt. I pappersbruket användes både en grov- och finvals för halvtygs- och heltygsberedning vilka drevs av ett vattenhjul på 3,1 meters diameter.

### Utvidgning och produktionsomläggning
Åren mellan 1802 och 1856, under Johan Lorentz Aschans ägarskap, var konjunkturerna fördelaktiga för pappersindustrin, även om kortare depressionsperioder inte uteblev. Den gynnsamma konjunkturen uppmuntrade Aschan till utvidgning och produktionsomläggning av papperstillverkningen och flera förbättringar utfördes. Särskilt bör nämnas anskaffningen år 1809 av ett par bikupeformar och ett par postpappersformar. Det är första gången det gamla holländska vattenmärket bikupan nämns vid Lessebo.
För att få rent fabrikationsvatten anlades en vattenledning av borrade stockar från en sprängd brunn från vilken vattnet pumpades till pappersverket. Ett mässingstråddrageri anskaffades (1822), en vävstol för formduk (1830) och en lissermaskin eller glansmaskin för papperets glättning genom en med pimpsten polerad flinta (1831). Två år tidigare omtalas två planervalser av bok för samma ändamål. Papperet glättades vid denna tid även med en tredje metod, där man med en träklubba bearbetade papersark, som i lämpligt antal lagts mellan tjocka pappskivor (pappersdäcklar). Ett laboratorium med flaskor, pumpor, kolvar, rörproppar, trattar med mera av glas vittnar om kemins inträde för papperstillverkning.
En stor utgiftspost var färger. Genom färgning av pappret kunde lump av mindre vithet användas för bättre papperssorter. Till en början användes berlinerblått, smalt och bresilja, senare nämns färgämnen som ultramarin, berlinerrött (braselin), pariserblått, mineralblått, Donkins patent-blått, blå och vit vitriol, rosa samt brun och gulbresilja. (Från 1860-talet började anilinfärgämnen användas).

### Pappersmaskinens införande
Att tillverka papper på ett hantverksmässigt sätt räckte ändå inte för att hävda sig i konkurrensen, det blev det nödvändigt att skaffa en pappersmaskin. En sådan beställdes från den främsta firman på området, Bryan Donkin & Co i London och den 28 maj 1836 sattes maskinen i gång, den andra i Sverige efter Klippans pappersbruk. Fler mekaniska inrättningar skaffades, år 1839 en pappersglanspress med två cylindrar, även den från Bryan Donkin & Co. Därmed upphörde man så småningom att glätta papper på lissermaskinen och genom bultning. Samtidigt med glansverket levererade Bryan Donkin & Co en pappersplog för pappersskärning och 1848 ännu en skärmaskin.
Med en maskin på plats och moderniserad utrustning kallades pappersbruket från nu Lessebo pappersfabrik. Det handgjorda papperet som framställdes i handpappersbruket skulle, trots möjligheterna med fabrikstillverkat papper, fortsatt ha kvar en viss marknad.
Med två verkstäder i gång, övergången till maskindrift och nya metoder för massaberedningen med mera och den därmed ökade produktionen stegrade också behovet av råvaror, särskilt då lumpen.

## Lumpen och lumpsamlarna
Fram till 1870-talet begränsade tillgången på textillump hur mycket papper som kunde framställas. Utslitna linnekläder var den förnämsta råvaran vid papperstillverkningen, även lump av ylle användes till det sämre papperet som var grått till färgen.
För att råda bot på bristen av råvaran har insamlandet av lumpen, allt sedan 1600-talet, varit reglerad. Frihetstidens intresse för näringslivet gjorde, genom en kunglig förordning år 1738 som skulle gälla fram till 1820-talet, det till en medborgerlig plikt för hushåll, både i städerna och på landet, att tillvarata lump och sälja den till pappersbruken för fastställd taxa. Varje pappersbruk anvisades också ett distrikt med ensamrätt för insamling, en förmån som upphörde 1756 då det blev fritt att i hela landet insamla råvaran.
Arbetsvillkoren för lumpsamlarna har i stort sett likadana ut. Pappersbruken hade anställda lumpsamlare vilka i ett mer eller mindre vidsträckt område, fram till 1860 försedda med inrikespass, bytte till sig lump. Handlingar vid Lessebo pappersbruk visar hur insamlandet gick till. Av bruket fick lumpsamlarna papper för vilka de upphandlade kramvaror som tobak, peppar, anis, nålar, remmar med mera. Dessa varor av ringa värde byttes sedan mot lump eftersom handel, så kallat landsköp, var förbjudet. För betalningen av insamlad lump, kvalitet och sort gällde brukets taxa. Ett utdrag ur bruksredovisningen från 1699–1700 visar att en skicklig lumpsamlare under ett år kunde leverera 5 500 kg. Normal mängd ansågs 4 000 kg vara. Dessa siffror kan jämföras med åtgången i medeltal på 222 ton runt mitten av 1800-talet. Antalet lumpsamlare vid Lessebo visar ett liknande växande behov.
Från 1700-talets början fanns två lumpsamlare, eller kluthandlare som de också kallades, anställda vid Lessebo. Vid mitten av 1800-talet, när behovet av lump huvudsakligen tillgodosågs genom lumpsamlarnas insamling, var antalet uppe i runt 80 anställda. Lumpsamlaren kunde vara en ensam man eller kvinna eller arbeta i par. Att vara lumpsamlare var inte ett så väl ansett yrke, på bruken stod de längst ner i hierarkin. Till det bidrog normen att man skulle både bo och arbeta samma plats. Lumpsamlarna som sällan hade möjlighet att göra sig hemmastadda på en ort sågs därför många gånger med misstänksamhet. Det var också ett mångfaldigt omvittnat faktum att lumpen som levererades till pappersbruket innehöll ansenliga mängder ohyra.
Pappersbruket i Lessebo var länge hänvisade till lumpsamlarna men efter hand öppnades andra utvägar. Under 1860- och 1870-talen stod lumpgrosshandeln för runt 75 %. Den finare lumpen hade tidigare uteslutande bestått av linne men från denna period började lump av bomull användas. I perioder med sämre tillgång organiserade Lessebo lumpinköp från städer i Sverige som Härnösand, Kalmar och Oskarshamn, senare Växjö. Vid samma tid började Lessebo även importera lump, främst från Danmark och Tyskland. Under de två sista decennierna dominerade import av lump. Användandet av lumpsamlare och lumphandlare upphörde aldrig helt under hela 1800-talet. Mot seklets slut var det ännu en betydande del i ett otal småposter av lump som samlades in av dessa.
Pappersbruken skulle en bit in på 1900-talet helt sluta använda och anställa lumpsamlare. Lumpsamlarna fortsatte ändå länge med sitt yrke men för andra ändamål än pappersframställning.

## Produkterna
Under Lessebo handpappersbruks första år tillverkades skrivpapper, omslags- och gråpapper. Skrivpapperet höll inte någon högre kvalitet. År 1697 påbörjades en tillverkning av karduspapper, som fortsatte under seklet. Det blev aldrig någon betydande artikel annat än under det Stora nordiska kriget (1700–1721). Under krigsåren från år 1709 framställdes även patronpapper. Det mesta avsattes till flottan i Karlskrona. En förklaring till den ringa avsättningen av kardus- och patronpapper var den låga kvaliteten som inte kunde mäta sig med det utländska importerade.
Omfattningen av papperstillverkning i Lessebo var under 1700-talet obetydlig i jämförelse med andra svenska bruk. Utbudet kunde dock variera under de olika bruksägarna. Under den Schröderska tiden (1728–1762) tillverkades främst grå- och tobakspapper. Betydligt mindre kvantiteter tillverkades av skriv-, tryck-, kardus- och patronpapper. Från tiden 1763 fram till 1802 och den Pihlgard-Eneströmska eran omnämns fyra olika slags papper, papperen no 1 och no 2, karduspapper och grått papper. Med nr 1 och 2 avsågs olika kvaliteter skrivpapper som i räkenskaperna benämns som bästpapper och konceptpapper, dvs. ett enklare gult skrivpapper.

### Förvärv av fler handpappersbruk
Bruksägaren Johan Lorens Aschan verksamhetstid (1802–1856) sammanföll med konjunkturer fördelaktiga för pappersindustrin. Genom tekniska förbättringar kunde svenskt papper i kvalitén nu också mäta sig med det utländska importerade och inte bara på den svenska utan även på den utländska marknaden. Lessebos papper visar från denna tid en jämn genomsikt och en hög grad av renhet. Skriv- och tryckpapperet är oftast färgade, blåa eller svagt gröna.
Skrivpapperet liksom tryckpapperet såldes i inte mindre än 7 sorter nämligen tryck- almanack-, kalender- och psalmbokspaper och tre olika bibelpapper. De goda konjunkturerna lockade Aschan till förvärv även av andra pappersbruk. År 1812 inköptes Tångens pappersbruk i Hovmanstorp socken och Brittedals pappersbruk i Norra Sandby socken. Det möjliggjorde en breddning av sortiment och kvaliteter. Generellt kan sägas att papper med en högre kvalitet som skriv- och tryckpapper framställdes vid handpappersbruket medan andra enklare artiklar som grå- och förhydningspapp framställdes vid de andra bruken. Till en mindre del tillverkades bruksboks-, kardus-, pås-, socker-, tapet- och tobakspapper.
Åren 1829–1830 förvärvade Aschan ytterligare två pappersbruk, Almafors intill Brittedal och Augerums pappersbruk utanför Karlskrona. Vid Augerum tillverkades såväl tryckpapper som kardus- och andra grovpapper, vid Almafors endast grövre papper. År 1849 köptes även Broakulla pappersbruk i Algutsboda socken. I Algutsboda framställdes huvudsakligen omslags-, makulatur- och karduspapper.
Från 1820 tillverkades vid Lessebo även papper från vävda formar, velinpapper, som vid en genomsikt inte visar ränder. Det var en dyrbar modevara, särskilt lämplig för gravyrer och finare tryck. Framför allt användes velinformarna till framställning av finare tryckpapper som bibel- och psalmpapper. Sporadiskt tillverkades även velinpapper för koppartryck, sedlar, post-, bank-, bruksboks- och ritpapper. De flesta papperssorterna tillverkades både som färgade och ofärgade.

### Förskjutning av produktionen
Med maskindriftens införande skedde en snabb förskjutning av tyngdpunkten i produktionen från skrivpapper till tryckpapper, i en mängd olika kvaliteter, format och vikter, färger, limnings- och glättningsgrader, sorteringar samt dessutom med och utan vattenmärke. Fastän det maskingjorda skrivpapperet var billigare och i många avseenden bättre än det handgjorda fanns en viss marknad kvar för det senare. Tillverkningen vid handpappersbruket koncentrerade arbetet huvudsakligen till skrivpapper med två vattenmärken, bikupan och liljan.
Tekniska förändringar och omläggning av produktion, som under 1800-talets senare del infördes på pappersfabriken, påverkade inte det handgjorda papperet under 1880- och 1890-talen. Den högsta kvaliteten av skrivpapper, det vill säga tillverkat helt av lump och limmat animaliskt, tillverkades fortfarande tillsammans med artiklar som lantmäteri-, royal- och postpapper samt packade i kartonger både biljett- och korrespondenskort. Mest eftersökt var bikupepapperet.
De sista 25 åren före uppgåendet i Klippankoncernen 1926 fasades enklare kvaliteter och artiklar ut ur sortimentet. Tillverkningen koncentrerades till högre kvaliteter finpapper och specialiteter – inte bara finaste post-, skriv, bok- och tryckpapper utan även vita och färgade silkepapper, kräpp- och vaxpapper med mera. Vid handpappersbruket fortsatte tillverkningen traditionsenligt.

## Avsättningen
Den nyanlagda flottan i Karlskrona (1680) var pappersbrukets mest betydande kund under de första decennierna. Amiralitetskollegiet och flottans myndigheter skulle under 1700-talet förbli kund om än en ringa sådan. Under seklet och en bit in på 1800-talet var det i stället i närområdet och i städerna runtom bruket fick avsättning för sina produkter. Fodringar uppställda i en bouppteckning från 1781 visar en efterfrågan främst bland ämbetsmän och hantverkare – präster, officerare, bokbindare, tapetmakare, färgare och boktryckare.
En lyckosam strategi blev upprättandet av ett nederlag i Stockholm. Av 1807 års tillverkning såldes nära hälften genom nederlaget i Stockholm. Stor betydelse för avsättningen av tryckpapper blev nya affärsförbindelser med flera tryckerier, ett i Strängnäs, P. A. Norstedt & söner och Bibelkommissionen (1812) samt Svenska Akademien (1814). Det var ett bruk med självkänsla som också kunde räkna kronprinsen Karl Johan som användare av Lessebo postpapper, Med de goda konjunkturerna kunde fler nederlag upprättas i Kalmar, Karlskrona och Västerås och snart strömmade fler tryckerier in. Från 1820 finns antecknat att artiklar från Lessebo även exporterats till Tyskland och Danmark.
1860- och 1870-talen innebar för papperstillverkningen i Sverige krav på ökad specialisering av utbud och kvalitet. För Lessebo, som hitintills framför allt framställt papper i mellankvaliteter, skedde en förskjutning mot de högre kvaliteterna. Beslutet kan ställas mot den dominerande betydelse Stockholm fått från slutet av 1860-talet. I Stockholm fanns ämbetsverken, de största boktryckerierna och bokförlagen vilka krävde det bättre skriv- och tryckpapperet.
Att Lessebo parallellt använde enbart lump för högre kvaliteter av skriv- och tryckpapper gav Lessebo en egen plats bland landets finpappersbruk. Till denna särställning bidrog en för de svenska pappersbruken unik metod med efterlimning med animaliskt lim. Denna ”handlimning” gjorde papperets yta behagligare att skriva på. Med karaktären av kvalitetspappersbruk stärktes handpappersbruket i en tid när det handgjorda papperet i allmänhet lades ner. Redan från 1870 blev Lessebo en beteckning för papper av hög kvalitet och det handgjorda papperet med vattenmärkena bikupa och lilja gav god reklam.
Av kvalitetspapperet var bikupepapperet mest efterfrågat. En förklaring är det kontrakt som 1886 upprättades med statsverket om ensamrätt till leverans av handgjort lumppapper, bikupan nr 1 för skrivpapper och nr 2 för konceptpapper. Papperet skulle levereras med vattenmärke i båda halvarken, det ena med en sköld med tre kronor, det andra med orden ”Svenska staten”. Statsleveranserna blev den fasta grund på vilken driften vid handpappersbruket kunde byggas.
År 1907 inträffade en händelse som allvarligt hotade framställningen av det handgjorda papperet. Svenska staten följde sent omsider exemplet från utländska statsförvaltningar och utfärdade bestämmelser att det handgjorda ”statspapperet” från Lessebo skulle ersättas med maskingjort normalpapper. Situationen för Lessebo som helhet räddades av den stora mängd normalpapper som i stället krävdes.

## Byggnader och kommunikationer

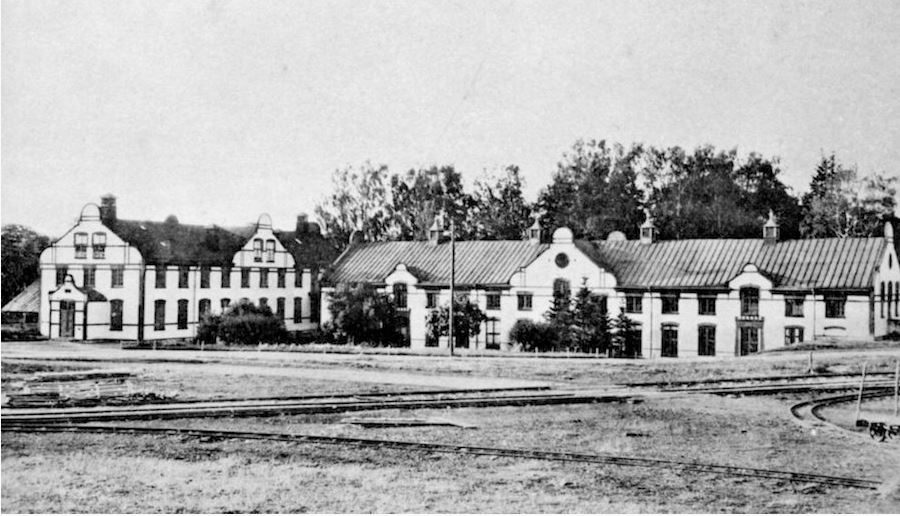
Lessebo handpappersbruket, byggt 1898, med limhuset till vänster, nu rivet. Foto från 1902.

Det var visserligen ett oansenligt handpappersbruk som anlades 1693 men platsen hade förutsättningar. Skog fanns till överflöd och flera vattendrag gav bruket drivkraft. En olägenhet var de besvärliga kommunikationerna. Det var 2 ½ mil till landsvägen mellan Växjö och Ronneby och 8 mil till Ronneby. För att nå Karlskrona och den på 1680-talet nyanlagda flottan var det först 1 mil till vägen och sedan 9 mil kvar att resa. Att nå dessa vägar med vagn var länge omöjligt, åtminstone på sommaren – det var alltför stenigt. Det skulle dröja långt in på 1700-talet innan man fick körbara utfartsvägar. Till dess var man hänvisad till vintervägar på våtmarker, sjöar och vattendrag.
Vid grundläggandet bestod pappersbruket av ett tvåvåningshus. På bottenvåningen låg verkstad, stampverk och färgkar. Övervåningen var inredd för torkning av pappersarken. Intill låg pappersmakarens bostad och några mindre hus. På ett avstånd om ca 750 meter från pappersbruket fanns en fångdamm som reglerade vattnets avrinning. På det unga bruket fanns även Lessebo järnbruk med knipphammarhuset, hammarhuset, masugn, kolhus, järnbod och järnvåg. På området fanns också småstugor för bruksfolket och smederna. Varje stuga hade krydd- och kålgårdar. Till bruket hörde även såg, kvarn och gårdsbruk.
Ett nytt pappersverk byggdes 1731 på samma plats som det äldre. Byggnaden hade två rum på nedre plan, ett för lumpens stampning, det andra för tillverkningen av papper. Ovanpå lades tre torkvindar ovanför varandra. Två vattenhjul ledde vattnet genom en 9,5 meter lång ränna till 16 stampar. Intill bruket uppfördes ett våningshus för pappersmästaren och hans arbetsfolk. Byggnaden innehöll en gäst- och vardagssal, en kammare och kök samt förstuga med vind över. Pappersmästaren hade också tillgång till en ½ tunnlad åker och några mindre ängar. Till dessa hörde även en ladugård med loge och sädesgolv, fähus och ett litet stall.
År 1788 uppfördes en ny verkstad i två våningar. I bottenvåningen fanns ett rum för valsarna och ett för formningen. Ovantill en våning med torkvind med ca 600 käppar och ett rum för lumpen. Vinden var försedd med gluggar och enkla luckor för luftväxling. Till inventarierna hörde också en limkittel av koppar, en press av järn från 1789 och en av trä och en kopparblåsa i kypen. Till redskapen hörde filtar av olika sorter och elva par formar för tryck-, brev-, koncept-, skriv- och karduspapper. Till bruket hörde också ett envåningshus för färgning men senare inrett med en järnpress som benämndes presshus. Ett nytt hus för pappersmästaren byggdes på stenfot 1765 indelad med två större rum, kök, kammare, förstuga och vind. Gesäller och lärlingar hade ett separat mindre hus med ett över- och ett underrum.

### Pappersfabrik i gråsten
Under första halvan av 1800-talet gjordes flera invändiga ombyggnader av pappersverket, annat revs eller utvidgades, ett mindre limhus byggdes och en tillbyggnad till verkstaden för två kypar tillkom vilket gjorde att kapaciteten kunde fördubblas. Andra utvidgningar gällde en gesällstuga (1823), en byggnad för pappersmästaren (1824), en pressbyggnad (1824) och ett torkhus (1830–31). På hösten år 1833 uppfördes den nya pappersfabriken på den plats det gamla pappersverkets huvudbyggnad stått. Pappersfabriken var en större gråstensbyggnad med två flyglar. Mittpartiet i huset var avsett för pappersmaskinen medan flyglarna i tre våningar var avsedda för papperets för- och efterbearbetning.
Verksamheten vid handpappersbruket upphörde 14 maj 1836 och två år senare revs byggnaden. Det dröjde inte länge förrän det krävdes att produktionen för hand återupptogs. 1842 kunde en blygsam verksamhet sätta i gång, nu inrymt i ett avdelat valshus med byttrum och hängeri och en kyp som värmdes med ånga. 1854 uppfördes ett särskilt ”byttehus”, ett nytt handpappersbruk, med en kyp som också värmdes med ånga.
Efter den sista bruksägaren Aschan död år 1856 och det nya bolaget var upprättat beslutade den nya ledningen redan på andra bolagsstämman samma år att tillverkningen av papper för hand skulle fortsätta. Två år senare byggdes en äldre nickelhytta om ”med fem större dyrbara fönster i Schweizerstil” och med två holländare och kyp. På hösten 1861 kom verksamheten i gång igen.

### Bekvämare förbindelser
Av särskild betydelse för Lessebo Bolags verksamhet blev kommunikationtionsväsendets utveckling. Från 1850-talet förbättrades vägarna avsevärt. Omfattande vägomläggningar gjordes, de många och svåra backarna togs bort, stabila broar byggdes och diken anlades vid vägarna. Vägbanorna förbättrades med grus men också med makadam. Slutligen skapade järnvägarna nya möjligheter. Det första järnvägsföretag i vilket bolaget tecknade aktier var Växjö-Alvesta järnväg. Den var till en början planerad som en smalspårig hästbana, senare som lokomotivbana men slutligen utförd som bredspårig järnväg för tåg. Den 3 juli 1865 öppnades denna järnväg för trafik. Den 8 augusti 1874 öppnades Växjö-Karlskrona och Kalmar-Emmaboda för trafik. 
Fler ombyggnader och utvidgningar av handpappersbruket utfördes mellan 1867 och 1881. Vid 1880-talet ingång var byttbruket, som handpappersbruket kallades i Lessebo, i behov av omfattande reparationer. Det var lika bra att sätta bruket i stånd från grunden eftersom det visat sig finnas ett ökat behov av handgjort papper. Nu fanns totalt tre kypar, två hydrauliska pressar av järn, ett nytt hus för uppvärmning med hjälp av ångpanna och en ny torklada efter den äldre som revs.
Från slutet av 1850-talet och fram till 1880-talet pågick ständiga tekniska förbättringar och arbeten för en bättre krafttillgång. Det sista försökte man lösa på olika sätt med åtskilliga vattenhjul av turbiner och linledningar men vattenkraften skulle ändå fram till 1891 vara otillräcklig då en ny kraftledning togs i bruk.
Den höga avsättningen för handgjort papper mot slutet av 1800-talet skulle, till stor del genom kontraktet med statens ämbetsverk och dess köp av ett särskilt statspapper, leda till utvidgningar av handpappersbruket. En ny byggnad uppfördes 1898 som inrättades med 12 kypar och ett särskilt holländeri. En liggande 40 hästkrafters ångmaskin från Bolinders mekaniska verkstad gav den kraft som behövdes. Samma år byttes fotogenbelysningen ut mot elektrisk.
Med det nya seklets inträde hade pappersfabriken utvidgats genom installation av ännu en pappersmaskin, tillbyggnader gjorde att fabriken var dubbelt så stor som vid tillkomsten. De tunga vattenhjulen hade avlösts av effektiva vattenturbiner och den hydroelektriska kraftöverföringen hade gjort sitt inträde. Bostäder för en alltmer växande personalstyrka hade uppförts – allt ifrån de tidiga envåningshusen för två familjer till en ny typ av bostadshus från 1860-talet, kaserner med lägenheter om rum och kök eller enkelrum. Järnväg, telegraf och telefon hade brutit den isolering som sedan grundandet 1693 hade varit utmärkande för Lessebo.
En beskrivning från 1876 visar att av de ca 100 byggnaderna var bostäder och de flesta andra byggnader rödmålade trähus med vita eller tjärade knutar. Taken var täckta med näver eller torv. Efter de stora nybyggnationerna av bostäder på 1860–1870-talen kom nya bostäder till främst genom ändring av äldre byggnader. Till bostadshusen hörde i de flesta fall också uthusbyggnader som vedbodar, visthus med mera. Det fanns också byggnader som användes gemensamt som bad- och bykhus.
Sulfitfabriken i Lessebo uppfördes under åren 1905 och 1906 som en av de första vid ett svenskt finpappersbruk. Jämsides med att förse pappersbruket behov av kraft, värme, fabrikationsvatten och sulfitmassa utfördes stora utvidgningar och förbättringar. Även till handpappersbruket sträckte sig omdaningen. Ett ”limhus” byggdes 1905 men användes mest för kuverttillverkning, glättning, tryckeri och torkning och packning av handgjort papper. Papperets animaliska limning, sortering och delvis torkning fanns kvar i handpappersbruksbyggnaden.

## Pappersmakarna

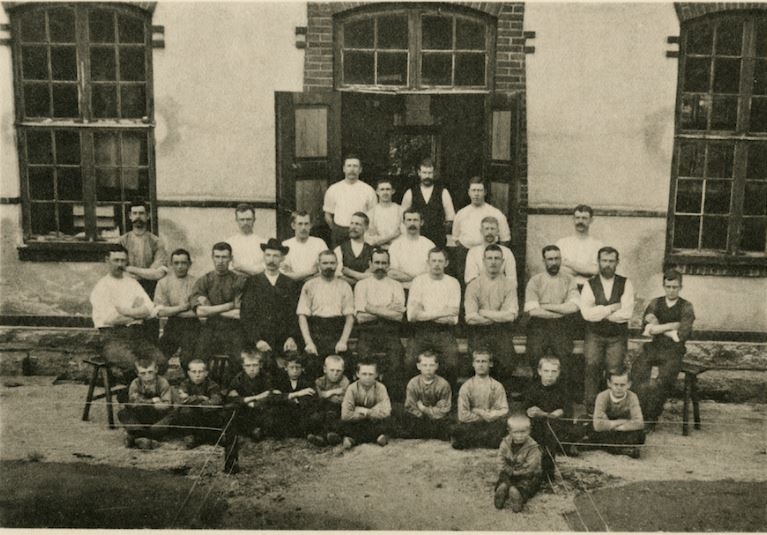
Arbetare vid Lessebo handpappersbruk 1905.

Den första pappersmästaren på pappersbruket var mäster Vilhelm, troligen av tysk härkomst och mantalsskriven på Lessebo 1693. Hans efternamn kan ha varit Ollman. Han efterträddes 1703 av Jochim Tiedeman, troligen också tysk, och denne 1707 av sonen Casper Tiedeman. De tre mästarna drev verksamheten på arrende. Arrendet reglerades månadsvis och i villkoren ingick att leverera papper till bruksägaren. Åtminstone från 1700-talets ingång biträddes mäster av en gesäll och en dräng. Två lumpsamlare, ”klutsamlare”, var anställda för att samla ihop den råvara som krävdes.
Det var inte alltid en mäster som ledde papperstillverkningen. Från 1715 drev gesällen Christoffer Wahlman bruket med hjälp av en lärdräng, en lärgosse och en klutsamlare. Lärdrängen Abraham Nilsson befordrades senare till gesäll. Wahlman var också den av personalen som hade det ekonomiskt bäst ställt på bruket. När den årliga skatten skulle betalas upptogs hans lösegendom till ett värde av 30 daler silvermynt. Det kan jämföras med knippsmedernas 20 daler silvermynt och hela brukets värde på 400 daler silvermynt. Resten av brukets anställda ansågs ”oförmögna”.
Under den Schröderska tiden (1728–1762) fanns vid pappersbruket två pappersmästare. Den första var Knut Hagman (död 1765). Han framstår genom storleken på sina gåvor till Hovmantorp kyrka som jämställd med inspektorn och bokhållaren vid bruket, framför hammarsmederna. Han efterträddes 1756 av Peter Lundgren. I regel fanns två gesäller samtidigt som stannade ca två år eller kortare. Endast en gesäll, Nils Söderlund, stannade en längre tid (1746–1770). Arbetsstyrkan bestod för övrigt av en eller två lärgossar eller lärdrängar samt ett växlande antal lumpsamlare. År 1762 omnämns även en kvinnlig lumpsamlare.
Peter Lundgren dog 1781 och bouppteckningen visar att han vid sin död var en förmögen man. Han ägde två jordbruksfastigheter, kvarn och kreatur. Hans lösöre var en ståndspersons, det vill säga jämställd ekonomiskt med präst- och adelsstånd. Efter Lundgren antogs pappersmästare Peter Söderlund, son till tidigare omnämnda Nils Söderlund. I arrendeavtalet ingick inte endast att betala ett arrende utan Söderlund var också skyldig att svara för kostnader för byggnadernas och verkets underhåll. Under hans första år förmådde han att betala arrendet men samtidigt hamnade han i skuld till bruksägarna för kontanta lån, fläsk och järnbeslag, arrendeavgift för en äng och för ersättning för sina kreatur som bruket haft på bete. Söderlunds skuld skulle under hans tid öka genom mer järnvaror, råg och potatis på kredit från bruket, lån, räntor och skatter. Pappersmästaren hade under sin tid en till fyra gesäller och två eller tre lärgossar samt i regel också två lumpsamlare.
Söderlunds kontrakt upphörde 1803 och pappersbruket uppläts i stället till järnhandlaren Håkan Bergström mot ett arrende som betalades i papper. Efter 3/12 år övertog bruksägaren Aschan själv driften. Därmed bröts en oavbruten följd av arrendatorer. Aschan såg lönsamheten för en papperstillverkning i större skala. I pappersbruket sysselsattes 4 gesäller, 1 lärgosse och 1 valsare under ledning av verkgesällen Anders Sjöberg. Dessutom var ett tjugotal lumpsamlare mer eller mindre fast anställda.
Arbetsstyrkan skulle de närmaste åren utökas. Under första hälften av 1820-talet stod driften på sin höjdpunkt. Den närmaste ledningen för arbetet i pappersbruket utövades sedan 1817 av verkmästare Nils Rosengren. Underställd honom var 10 till 12 gesäller, 8 till 12 lärlingar, 1 till 2 lumpristare eller lumprisslare, 1 valsare och sedan 1823 1 formbindare, Johannes Svensson. Utom de egentliga pappershantverkarna fanns åtskilliga hjälparbetare samt hustrur, unga flickor och pojkar från familjerna vid Lessebo bruk och underlydande gårdar och torp. Till pappersbrukets personal räknades också lumpsamlarna, under åren runt 1830 ett fyrtiotal, som försedda med kramvaror och länsstyrelsens respass drog runt i hela landet på jakt efter lump.

### Kvinnor och barn
År 1870 finns redovisat att 62 kvinnor fanns anställda vid pappersfabriken och handpappersbruket. En uppgift från år 1880 visar att kvinnor och barn, förutom att vara anställda också var tillfälligt lejda. Sortöser kallades de kvinnor som skötte lump- och papperssorteringen. År 1900 hade antalet kvinnor ökats till 134.
Barnarbetet var omfattande. År 1875 fanns 13 anställda gossar och 64 flickor i åldern 12 till 18 år. Bruksarbetarnas barn arbetade 13 veckor om året, under skolferierna, medan bygdens barn, som endast hade 10 veckors skolgång, arbetade 40–42 veckor. Antalet arbetssökande barn översteg i allmänhet pappersbrukets behov. På 1880-talet finns exempel på barn som arbetar redan vid 7–8 års ålder. I handpappersbruket arbetade de som läggstolspojkar, i pappersfabriken vid takstickshyveln och pappersglättningen, vid träsliperiet och med vedkörning till ångpannorna. Flickorna verkar främst arbetat i fabriken vid pappersglättningen och i limhuset men främst i färdiggörningen, där särskilt med kuvertläggningen.
Arbetstiden var densamma för barnen som för de vuxna. I början av 1880-talet låg arbetstiden på 15 timmar på sommaren och 12 timmar på vintern inberäknat måltidsraster. Då började arbetet kl. 05.00 på morgonen. Från slutet av 1880-talet inleddes arbetet en timme senare och fortgick till sju på kvällen med raster på två timmar.
Pappersbrukets arbetare anställdes i regel genom personliga kontrakt med tre månaders ömsesidig uppsägning. Bröt någon mot kontraktsbestämmelserna kunde disponenten utan uppsägning avskeda en arbetare.
De anställda i papperstillverkningen avlönades dels i kontant lön en gång i månaden, dels i naturaprodukter mest i form av kött, fläsk, ister, spannmål och saltvaror (råg, korn, havre, malt, sill, salt) potatis och andra rotfrukter. Vidare produkter från Lessebo koladugård (mjölk, smör ost) och Lessebo hemman (fisk) samt ved men även naturaförmåner som bostad med planteringsland, kostnadsfri läkarvård och medicin (fram till 1887) och tillfälle till billigare inköp av mat och kläder. I handpappersbruket fastställdes lönen som arbetsbeting, i fabriken dels som beting dels som tidlön.
Handpappersmakarens yrke är traditionsbundet. Vid Lessebo fanns under 1800-talet åtminstone tre släkter där yrket gick i arv från far till son eller annan släktmedlem. Några exempel. Släkten Jönsson började i pappersbruket 1877 och fanns kvar även efter 1937. Ernst Blank inledde arbetet 1893 och två generationer senare började Rolf Blank 1934 som fjortonåring. Fredrik Strömqvist arbetade i handbruket mellan 1866 och 1880, fyra generationer senare, i arv från far till son, slutade Lars Erik Strömqvist 1958.

## Lessebo bruks ägare fram till 1925
- 1659–1666 Erik Knutsson, grundare
- 1666–1667 Bertil Nilsson Skytte, överste
- 1669–1678 Christoffer Helmer och Hans Skytte
- 1678–1683 Hans Skytte och Johan Filip Skytte
- 1684–1689 Hans Skytte
- 1692–1694 Jöran Håkansson Branting och Hans Nyman, regementsskrivare. Initiativtagare till handpappersbruket
- 1694 (1695–1698 Kronan och Paul Rudebeck, häradshövding
- 1698–1703 Paul Rudebeck och Bartold Hardtwich, bruksägare
- 1703–1709 Paul Rudebeck och Gustav Rudebeck
- 1709–1728 Johan von Emmertz, brukspatron
- 1728–1752 Daniel Schröder, brukspatron
- 1752–1762 Anna Christina Erasmi, ”brukspatronskan” änka genom inbördes testamente biträdd av sonen Crispius Schröder, bruksägare
- 1762–1775 Paul Pihlgard, borgmästare
- 1775–1791 Peter Gustav Pihlgard, bruksägare, kapten
- 1793–1793 Charlotte Pihlgard, änka
- 1793–1801 Per Ludvig och Anders Eneström, brukspatroner och bröder
- 1802–1856 Johan Lorentz Aschan, bergsråd, med. doktor och hovmedicus
- 1856–1902 Lessebo bolag, det Aschanska släktbolaget
- 1903–1925 Lessebo Aktiebolag
- 1925 Sammanslagning med Klippan